# La habitación del hijo (película)
La habitación del hijo (en italiano La stanza del figlio) es una película italiana de 2001 dirigida por Nanni Moretti y escrita por el propio director junto a Linda Ferri y Heidrun Schleef. Está protagonizada por Nanni Moretti, Laura Morante y Jasmine Trinca. Narra el impacto psicológico que sufre una familia ante la pérdida de un ser querido. 
Se estrenó en Italia el 9 de marzo de 2001. Fue galardonada con la Palma de Oro del Festival de Cannes de ese año.

## Argumento
Una familia unida que vive en una ciudad pequeña al norte de Italia. El padre, Giovanni (Nanni Moretti); la madre, Paola (Laura Morante), y sus dos hijos adolescentes: Irene, la mayor (Jasmine Trinca), y Andrea, el pequeño (Giuseppe Sanfelice). Giovanni es psicoanalista. Su vida se rige por una serie de costumbres o manías: leer, escuchar música, aislarse y agotarse haciendo largas carreras por la ciudad. Un domingo por la mañana, un paciente llama a Giovanni por una urgencia. No puede salir a correr con su hijo, tal y como le había propuesto; Andrea sale a bucear con sus amigos, pero se ahoga en el mar. Giovanni se obsesiona con el hecho de que su hijo haya muerto y empieza a descuidar a su familia y a su trabajo.

## Reparto
- Nanni Moretti: Giovanni Sermonti.
- Laura Morante: Paola Sermonti.
- Jasmine Trinca: Irene Sermonti.
- Giuseppe Sanfelice: Andrea Sermonti.
- Stefano Accorsi: Tommaso.
- Silvio Orlando: Oscar.
- Claudia Della Seta: Raffaella.
- Sofia Vigliar: Arianna.

## Estreno
- Italia: 9 de marzo de 2001.
- España: 5 de octubre de 2001.
- Argentina: 13 de octubre de 2001.
- Colombia: 22 de febrero de 2002.
- Perú: 11 de abril de 2002.

## Premios y nominaciones
| Fecha             | Premio                                 | Categoría                                                        | Receptor(es)                              | Resultado |
| ----------------- | -------------------------------------- | ---------------------------------------------------------------- | ----------------------------------------- | --------- |
| Abril de 2001     | Premios David de Donatello             | Mejor película                                                   |                                           | Ganadora  |
| Abril de 2001     | Premios David de Donatello             | Mejor actor protagonista                                         | Nanni Moretti                             | Nominado  |
| Abril de 2001     | Premios David de Donatello             | Mejor actriz protagonista                                        | Laura Morante                             | Ganadora  |
| Abril de 2001     | Premios David de Donatello             | Mejor actor no protagonista                                      | Silvio Orlando                            | Nominado  |
| Abril de 2001     | Premios David de Donatello             | Mejor actriz no protagonista                                     | Jasmine Trinca                            | Nominada  |
| Abril de 2001     | Premios David de Donatello             | Mejor director                                                   | Nanni Moretti                             | Nominado  |
| Abril de 2001     | Premios David de Donatello             | Mejor guion                                                      | Linda Ferri Nanni Moretti Heidrun Schleef | Nominados |
| Abril de 2001     | Premios David de Donatello             | Mejor sonido                                                     | Alessandro Zanon                          | Nominado  |
| Abril de 2001     | Premios David de Donatello             | Mejor montaje                                                    | Esmeralda Calabria                        | Nominada  |
| Abril de 2001     | Premios David de Donatello             | Mejor música                                                     | Nicola Piovani                            | Ganadora  |
| Abril de 2001     | Premios David de Donatello             | Mejor producción                                                 | Angelo Barbagallo Nanni Moretti           | Nominados |
| Abril de 2001     | Premios David de Donatello             | Mejor diseño de producción                                       | Giancarlo Basili                          | Nominado  |
| Mayo de 2001      | Festival de Cannes                     | Palma de Oro                                                     |                                           | Ganadora  |
| Mayo de 2001      | Festival de Cannes                     | Premio de la crítica (FIPRESCI)                                  |                                           | Ganadora  |
| Junio de 2001     | Nastro d'argento                       | Mejor director                                                   | Nanni Moretti                             | Ganador   |
| Junio de 2001     | Nastro d'argento                       | Mejor actriz                                                     | Laura Morante                             | Nominada  |
| Junio de 2001     | Nastro d'argento                       | Mejor actor de reparto                                           | Silvio Orlando                            | Nominado  |
| Junio de 2001     | Nastro d'argento                       | Mejor actriz de reparto                                          | Jasmine Trinca                            | Nominada  |
| Junio de 2001     | Nastro d'argento                       | Mejor guion                                                      | Nanni Moretti Heidrun Schleef Linda Ferri | Nominados |
| Junio de 2001     | Nastro d'argento                       | Mejor historia original                                          | Nanni Moretti                             | Nominada  |
| Junio de 2001     | Nastro d'argento                       | Mejor fotografía                                                 | Giuseppe Lanci                            | Nominada  |
| Junio de 2001     | Nastro d'argento                       | Mejor producción                                                 | Angelo Barbagallo Nanni Moretti           | Nominados |
| Diciembre de 2001 | Premios del Cine Europeo               | Mejor película europea                                           |                                           | Nominada  |
| Diciembre de 2001 | Premios del Cine Europeo               | Mejor actriz europea                                             | Laura Morante                             | Nominada  |
| Diciembre de 2001 | Premios del Cine Europeo               | Premio de la audiencia al mejor director                         | Nanni Moretti                             | Nominado  |
| Diciembre de 2001 | Premios del Cine Europeo               | Premio de la audiencia a la mejor actriz                         | Laura Morante                             | Nominada  |
| Diciembre de 2001 | Premios del Cine Europeo               | Premio de la audiencia al mejor actor                            | Nanni Moretti                             | Nominado  |
| Marzo de 2002     | Premios César                          | Mejor película extranjera                                        |                                           | Nominada  |
| Mayo de 2002      | Guild of German Art House Cinemas      | Plata a la mejor película extranjera                             |                                           | Ganadora  |
| Diciembre de 2002 | Nikkan Sports Film Awards              | Mejor película extranjera                                        |                                           | Ganadora  |
| Febrero de 2003   | Círculo de Críticos de Cine de Londres | Mejor película extranjera                                        |                                           | Nominada  |
| Julio de 2003     | Premios Cóndor de Plata                | Mejor película extranjera de habla no hispana                    |                                           | Nominada  |
| 2004              | Asociación de Críticos de Cine Polacos | Golden Reel a la mejor película extranjera (junto con Las horas) |                                           | Ganadora  |